# Cyjanek sodu
Cyjanek sodu, NaCN – nieorganiczny związek chemiczny z grupy cyjanków, sól sodowa kwasu cyjanowodorowego. Jest silną trucizną.
W temperaturze pokojowej związek ten jest bezbarwną substancją krystaliczną. Łatwo rozpuszcza się w wodzie i jest silnie higroskopijny. Roztwór wodny ma odczyn zasadowy wskutek hydrolizy i wydzielania gazowego HCN. Jak większość cyjanków jest silnie toksyczny. Narażenie na kontakt z cyjankiem sodu w stężeniu około 286 mg/m³ przez minutę może prowadzić do śmierci człowieka.
Cyjanek sodu stosowany jest w metalurgii srebra i złota do wydzielania tych metali z ich rud metodą cyjankową, w galwanoplastyce oraz w syntezach chemicznych.
W Nowej Zelandii związek ten jest używany do zabijania gryzoni (głównie królików i oposów) powodujących straty rolnicze.

## Otrzymywanie
Metody otrzymywania cyjanku sodu:
- synteza z pierwiastków i amoniaku w 3 etapach wysokotemperaturowych (proces Castnera-Kellnera otrzymywania cyjanków metali alkalicznych):
  - w pierwszym etapie amoniak reaguje ze stopionym sodem:

2Na + 2NH3 → 2NaNH2 + H2
  - otrzymany amidek sodu poddaje się reakcji z węglem (600 °C):

2NaNH2 + C → Na2CN2 + 2 H2
  - powstały cyjanamidek sodu po podniesieniu temperatury ulega dalszej reakcji z węglem:

Na2CN2 + C → 2NaCN
- z cyjanamidku wapnia:
CaCN2 + C + Na2CO3 → 2NaCN + CaCO3